# Scipione Dentice
Scipione Dentice (Nàpols, 29 de gener de 1560 – Nàpols, 21 d'abril de 1633) fou un compositor i organista italià del Renaixement.
Pertanyia a una noble família i també cultivà amb èxit la filosofia i les matemàtiques. No s'ha de confondre amb el seu col·lega i coetani Scipone Stella (1560- c.1620), membre del Cercle Gesualdo. També convé distingir-lo del seu avi Luigi Dentice, teòric musical i del seu oncle Fabricio Dentice, gran intèrpret del llaüt.
Deixà cinc llibres de Madrigals, publicats el 1591, 1596, 1602 i 1607, així com antífones, motets, himnes i dues misses.